# Giuseppe Musacchia
Giuseppe Musacchia (Zef Muzàka in albanese; Piana degli Albanesi, 1837 – Piana degli Albanesi, 1910) è stato un presbitero di rito bizantino-greco, scrittore e pubblicista italiano di etnia arbëreshë.

## Biografia
Giuseppe Musacchia nacque a Piana degli Albanesi nel 1837.
Papàs di rito bizantino-greco e beneficiale della chiesa della Santissima Annunziata (Klisha e Shën Mërisë së Lajmëruar) in zona Patret, pubblicò versi in greco e traduzioni di libri liturgici greci; rivendicò alla Matrice il collegio dei parroci, e scrisse fra l'altro una Monografia di Piana degli Albanesi in lingua albanese pubblicata nelle celebri colonne del Fiamuri Arbërit, la rivista fondata e diretta da Girolamo de Rada.
A parte i pochi errori di valutazione che si riscontrano, tale è il caso della presunta origine scutarina dei fondatori di Piana degli Albanesi, si tratta di una testimonianza che contiene utili informazioni storiografiche, specie in quella parte in cui vengono descritte la società e l'economia pianiote. Morì nel 1910 nel suo paese natale.

## Opere principali
- La liturgia del Battesimo e della Cresima della Chiesa orientale, versione dal greco con note mistico-teologiche, Palermo 1878;
- Elogio funebre pel Cavaliere Archimandrita Demetrio Camarda, scrittore italo-albanese, per le solenni esequie nella matrice chiesa in Piana dei Greci, Palermo 1882;
- Monografia Hora e Arbëreshëvet, in Fiamuri Arbërit, Piana degli Albanesi 1884.